# 耶塞罗
耶塞罗，是西班牙阿拉贡自治区韦斯卡省的一个市镇。总面积30平方公里，总人口81人（2001年），人口密度3人/平方公里。